# Fiat Punto (Typ 188)
| Sterne im Euro-NCAP-Crashtest (2000) |

Der Fiat Punto ist ein Kleinwagen von Fiat. Die zweite Generation wurde von 1999 bis 2007 produziert. 

## Modellgeschichte
Zum 100. Geburtstag von Fiat wurde im Mai 1999 die zweite Modellgeneration des Fiat Punto vorgestellt, die im September 1999 auf den Markt kam.
Dieser Punto ist im Gegensatz zum Vorgänger nur als Drei- und Fünftürer erhältlich; die Cabrio-Variante des Vorgängers wurde noch bis Juni 2000 weitergebaut. Technische Besonderheit ist die elektrisch unterstützte Lenkung. Im „City“-Modus braucht man sehr wenig Kraft zum Lenken. So lässt sich leicht einparken. Ab 50 km/h wird automatisch wieder die „Standardunterstützung“ eingestellt, das heißt, es wird wieder etwas mehr Kraft zum Lenken benötigt.
Der Fiat Punto Rallye wurde für Autorennen entwickelt und rennfertig an den Kunden ausgeliefert. Lediglich das Fahrwerk musste noch abgestimmt werden. 2001 wurde die „Abarth“-Version mit einem 1.8-16V-Motor und niedrigerem Gewicht vorgestellt.
Im März 2003 rollte der fünfmillionste Wagen für den europäischen Markt vom Band. Im Juni 2005 betrug die Anzahl der bis dahin produzierten Puntos sechs Millionen.

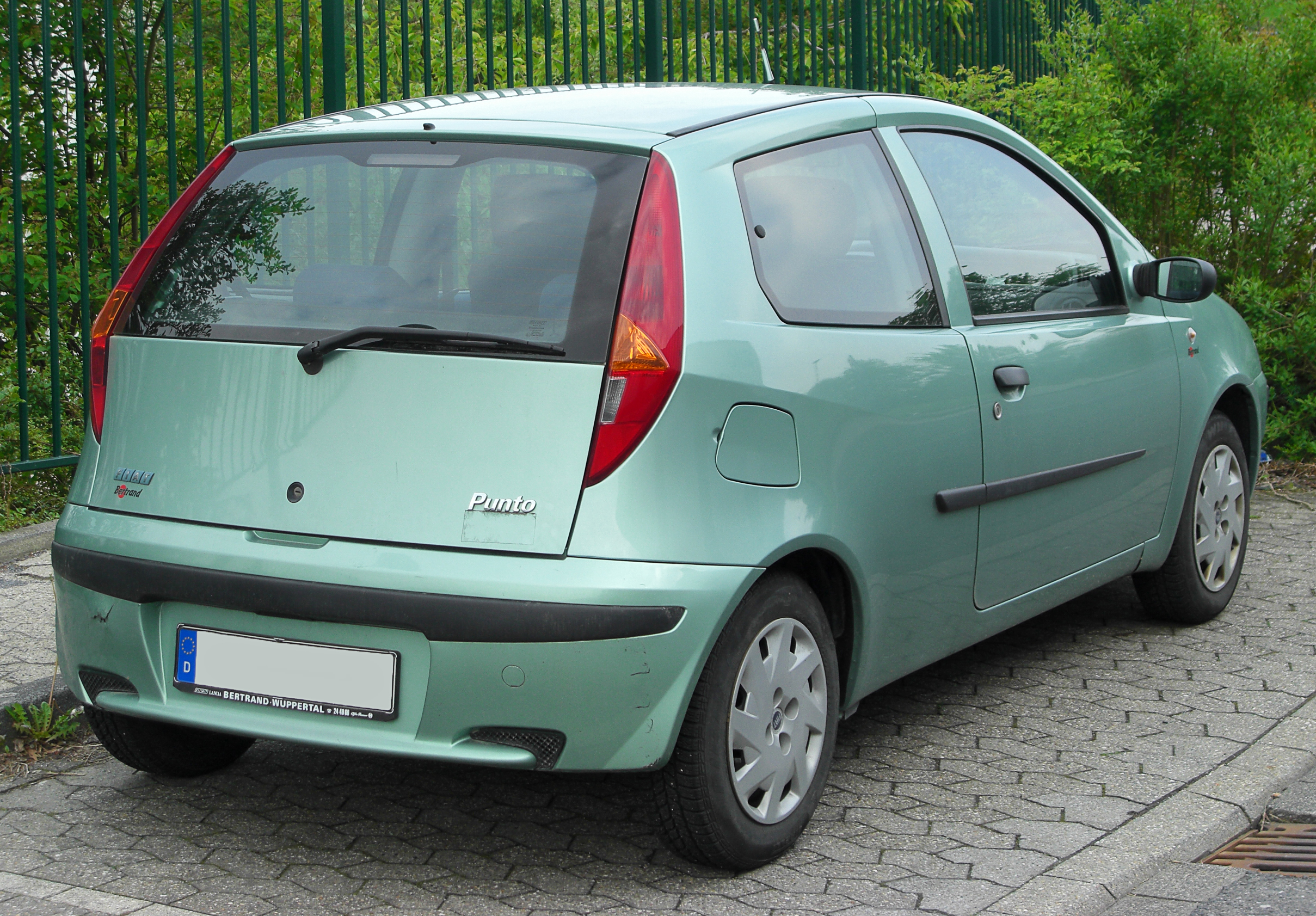
Heckansicht
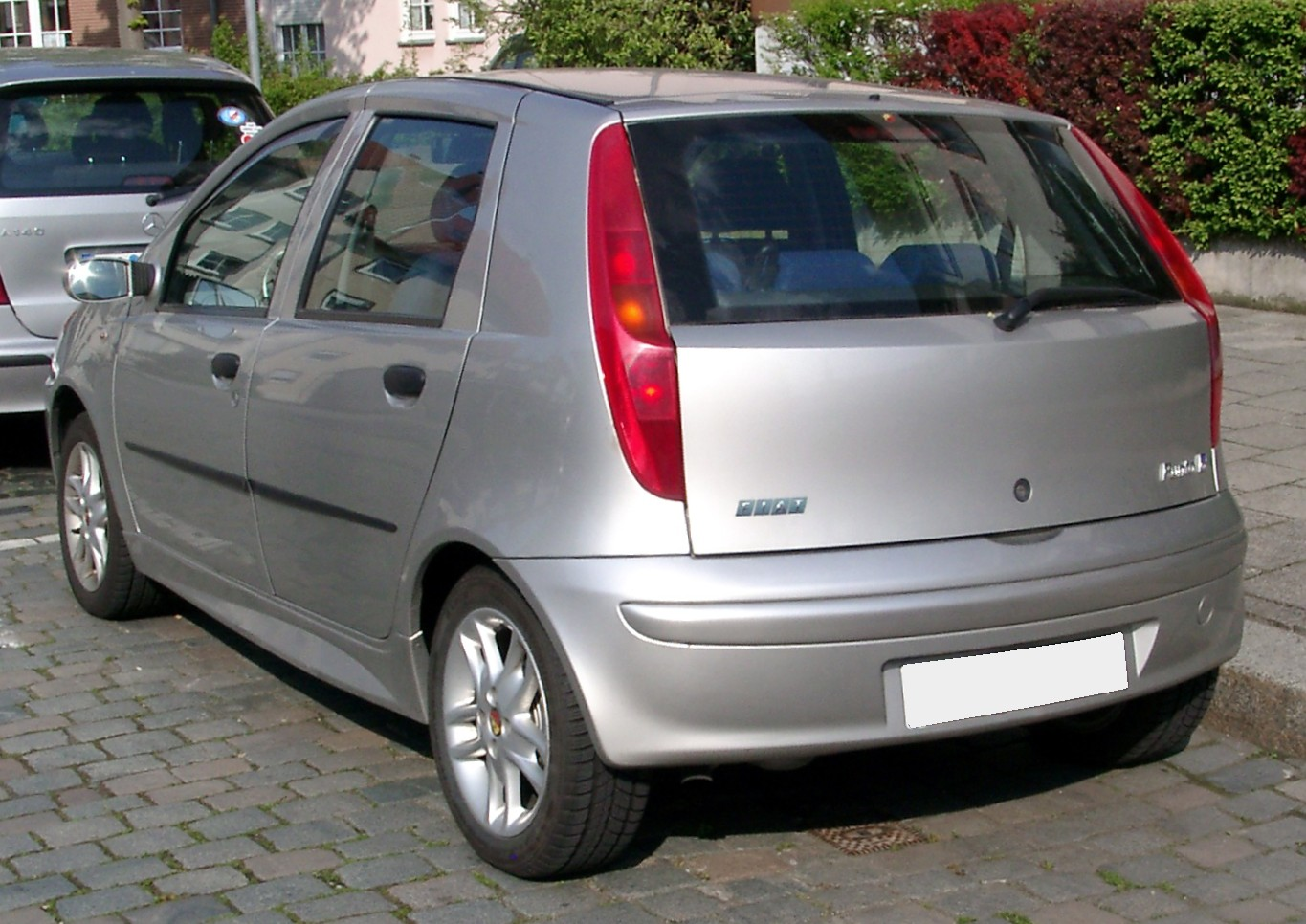
Fiat Punto Fünftürer (1999–2003)

### Modellpflege
Im Juni 2003 erhielt der Punto eine Modellpflege. Dabei wurde die Frontpartie neu gestaltet und das Heck geringfügig überarbeitet. Die Ausstattungsvarianten wurden mit der Überarbeitung in Active, Dynamic, Emotion, Sporting und Abarth für das Spitzenmodell (131 PS) umbenannt. Kurzzeitig gab es auch die Varianten Class, GO, Sole, Sound und Start.

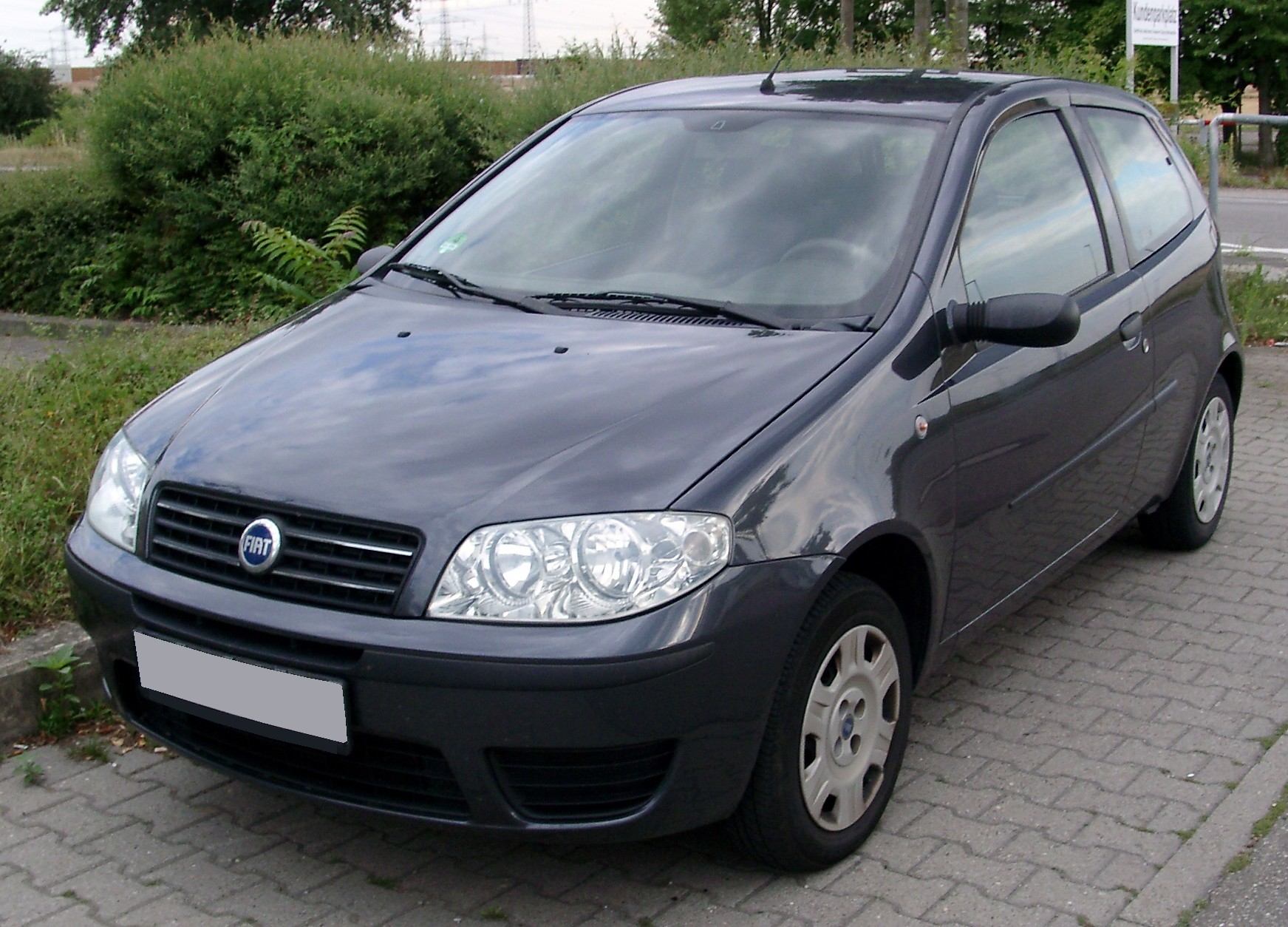
Fiat Punto Dreitürer (2003–2007)
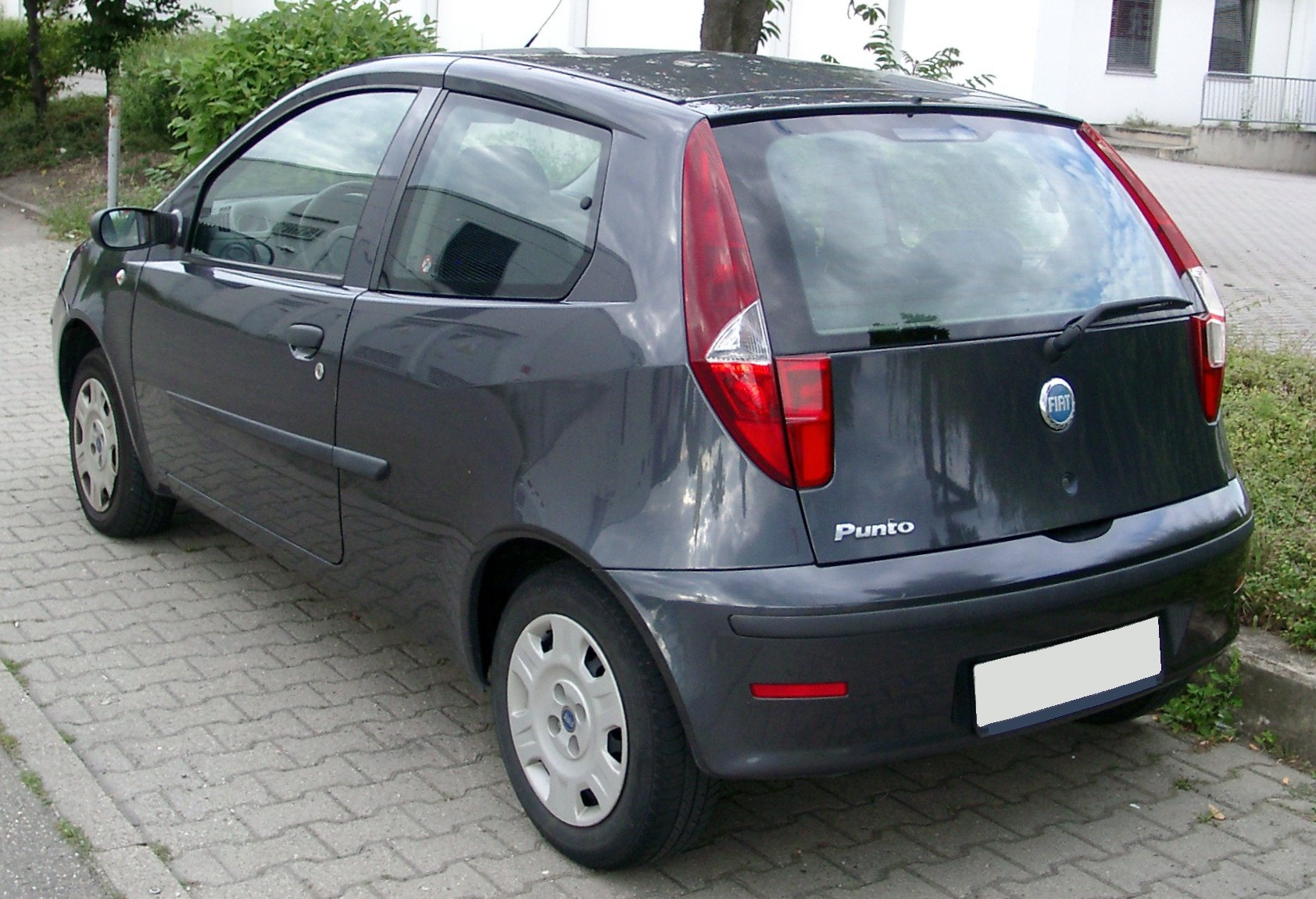
Heckansicht

Die zweite Modellgeneration blieb in mehreren Ländern in der fünftürigen Variante als günstiges Einstiegsmodell Punto Start bis Ende 2007 im Programm und wurde für andere, vor allem osteuropäische Märkte bei Zastava als Zastava 10 produziert und teilweise weiterhin als Fiat verkauft (zum  Beispiel in Ungarn). In Italien und Österreich gab es die alte Generation des Punto unter der Bezeichnung Punto Classic bis Ende 2009.
In Ägypten dagegen wurde der Wechsel nicht sofort vollzogen und der Punto noch einige Zeit in der alten Version von 1999 bei der Seoudi Group weiterhin montiert.

## Ausstattungsvarianten in Deutschland
- S (60-PS-Ottomotor)
- SX (60-PS-Ottomotor und 80-PS-Diesel)
- ELX (60-PS- und 80-PS-Ottomotor, 80-PS-Diesel)
- HLX (80-PS-Ottomotor)
- Emotion (95-PS-Ottomotor, 85-PS- und 100-PS-Diesel)
- Sporting (80-PS- und 95-PS-Ottomotor)
- HGT (131-PS-Ottomotor)

## Technische Daten
| Ottomotoren          | Ottomotoren | Ottomotoren                                             | Ottomotoren                              | Ottomotoren  | Ottomotoren   | Ottomotoren    | Ottomotoren     | Ottomotoren                                                                 |
| Modell               | Hubraum cm³ | Max. Leistung                                           | Max. Drehmoment                          | Motorkennung | 0–100 km/h    | Vmax           | Bauzeitraum     | Bemerkungen                                                                 |
| -------------------- | ----------- | ------------------------------------------------------- | ---------------------------------------- | ------------ | ------------- | -------------- | --------------- | --------------------------------------------------------------------------- |
| 1.2 8V               | 1242        | 44 kW (60 PS) bei 5000/min                              | 102 Nm bei 2500/min                      | 188A4000     | 14,3 s        | 155 km/h       | 09.1999–08.2005 | als Classic bis 12.2007                                                     |
| 1.2 8V Natural Power | 1242        | 44 kW (60 PS) bei 5000/min (38 kW (52 PS) bei 5000/min) | 102 Nm bei 2500/min (88 Nm bei 3000/min) | 188A4000     | 17,0 (19,0) s | 151 (145) km/h | 09.2003–08.2005 | nur im Fünftürer; im Gasbetrieb reduzierte Leistung als Classic bis 12.2007 |
| 1.2 16V              | 1242        | 59 kW (80 PS) bei 5000/min                              | 114 Nm bei 4000/min                      | 188A5000     | 11,4 s        | 172 km/h       | 09.1999–08.2005 |                                                                             |
| 1.4 16V              | 1368        | 70 kW (95 PS) bei 5800/min                              | 128 Nm bei 4500/min                      | 843A1000     | 9,9 s         | 178 km/h       | 09.2003–08.2005 |                                                                             |
| 1.8 16V              | 1747        | 96 kW (131 PS) bei 6300/min                             | 164 Nm bei 4300/min                      | 188A6000     | 8,6 s         | 205 km/h       | 09.1999–08.2005 | nur als HGT/Abarth nicht für E10-Kraftstoff geeignet                        |
| Dieselmotoren        |             |                                                         |                                          |              |               |                |                 |                                                                             |
| Modell               | Hubraum cm³ | Max. Leistung                                           | Max. Drehmoment                          | Motorkennung | 0–100 km/h    | Vmax           | Bauzeitraum     | Bemerkungen                                                                 |
| 1.3 JTD Multijet 16V | 1248        | 51 kW (69 PS) bei 4000/min                              | 180 Nm bei 1750/min                      | 188A9000     | 13,4 s        | 164 km/h       | 06.2003–08.2005 | als Classic bis 12.2007                                                     |
| 1.9 D 8V             | 1910        | 44 kW (60 PS) bei 4500/min                              | 118 Nm bei 2250/min                      | 188A3000     | 15,0 s        | 155 km/h       | 09.1999–06.2003 | nicht auf dem deutschen Markt                                               |
| 1.9 JTD 8V           | 1910        | 59 kW (80 PS) bei 3000/min                              | 196 Nm bei 1500/min                      | 188A2000     | 12,2 s        | 170 km/h       | 09.1999–10.2001 |                                                                             |
| 1.9 JTD 8V           | 1910        | 63 kW (86 PS) bei 3500/min                              | 196 Nm bei 1500/min                      | 188A7000     | 12,2 s        | 173 km/h       | 10.2001–06.2003 |                                                                             |
| 1.9 JTD Multijet 8V  | 1910        | 74 kW (101 PS) bei 4000/min                             | 260 Nm bei 1750/min                      | 188B2000     | 9,6 s         | 185 km/h       | 06.2003–08.2005 |                                                                             |

- Alle Motoren sind Reihenvierzylinder
- Die Verfügbarkeit der Motoren war von Modell, Ausstattung und Markt abhängig